# Synidotea hikigawaensis
Synidotea hikigawaensis là một loài chân đều trong họ Idoteidae. Loài này được Nunomura miêu tả khoa học năm 1974.